# MC68060
MC68060（エムシー68060）は旧モトローラが開発した32ビットマイクロプロセッサ。68040の後継として、1994年にリリースされた。
68060は68000ファミリの中でも最高性能を誇る。68000ファミリの最後の汎用製品となった。その後はPowerPCに役割をゆずることになった。
その後、68000シリーズの基本コアの開発は機器組み込み向けに続けられている。それらは各種周辺機器インタフェースを内蔵していて、システムの複雑さと消費電力を軽減するように設計されている。異なるインタフェースを内蔵したいくつかの種類のチップがColdFire（コアを刷新したもの）やDragonBallの名前で販売されている。

## アーキテクチャ
68060は68040とピン互換であり、そのまま置き換えが可能であるが、アーキテクチャは68040を設計しなおしたわけではなく、全く新しく設計された（設計者はJoe Circello）。主な特徴は以下の通りである。
- ふたつの命令パイプライン
- 2クロックサイクル動作の整数乗算ユニット
- 高速FPU内蔵
- 分岐予測回路
- 同一クロック周波数では68040の2～3倍の性能

68060のアーキテクチャの特長は最初のPentiumと共通している。どちらもスーパースケーラ方式、デュアルパイプライン構造、複雑な命令を単純な命令の組み合わせに変換する命令デコーダを持つ。しかし最も大きな相違点は、68060のFPUがパイプライン化されていないことで、Pentiumと比較して浮動小数点演算性能が低い（場合によってはPentiumの方が3倍の性能）。対照的に、68060では整数乗算とビットシフト命令が極めて高速である。68060の興味深い機能として、単純な命令をアドレス生成ユニット (AGU) で実行してしまうという点が挙げられる。したがって、ALUで実行するよりも2サイクル早く結果を得ることが出来る。また、設計に当たって多数のコンパイル済みの商用製品のコードを解析し、どの命令を高速化すれば効果が大きいかが検討されたという。
当初0.6μmプロセス (50MHz) で登場した。数年後、0.42μmプロセス (66MHz/75MHz) が登場した。0.42μmをリリースしたころモトローラはPowerPCに注力していたため、0.42μm品は希少である。

## 主な使用例
- コモドール Amiga
- Chryon Infinite!/Maxine! （テレビ放送のテロップを生成する機械。アメリカのテレビ放送でよく使われている）